# Bischöfliche Stiftung Haus Hall
Die Bischöfliche Stiftung Haus Hall ist ein Träger für soziale Einrichtungen mit Sitz in Gescher. Sie ist an 35 Standorten im westlichen Münsterland sowie im nördlichen Ruhrgebiet vertreten. Mit über 2000 Mitarbeitern gehört die Stiftung Haus Hall zu den großen Arbeitgebern der Region. Sie ist dem Caritasverband angegliedert. Ihr vollständiger Name lautet „Bischöfliche Stiftung Haus Hall - Einrichtungen und Dienste für Menschen“.

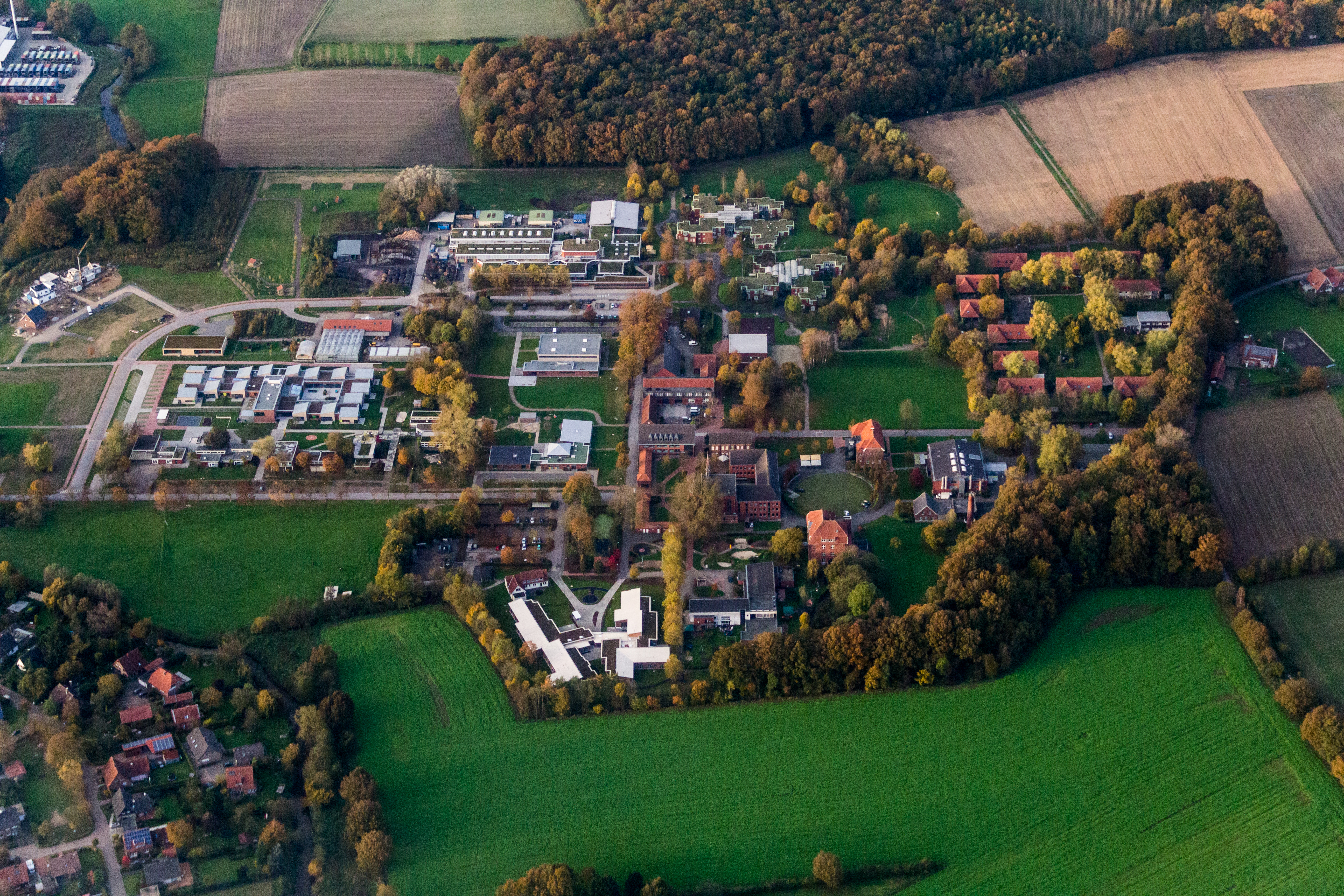
Luftbild des Stiftungsgeländes in Gescher (2014)

## Geschichte

### Gründung
Haus Hall ist ein ehemaliges Rittergut in Gescher. Der Name geht vermutlich auf den Familiennamen „Halle“ zurück, der im Jahr 1390 erstmals urkundlich Erwähnung findet. Bis ins 19. Jahrhundert hinein wechselte Haus Hall mehrmals den Besitzer. Seit 1837 gehört es der Kirche: Der damalige Besitzer Carl Laprevotte stiftete Haus Hall der Gemeinde St. Pankratius in Gescher. Zum Betrieb einer „Erziehungsanstalt für verwahrloste Knaben katholischer Konfession“ gründete Bischof Johann Georg von Münster am 14. August 1855 die Stiftung Haus Hall. Den ihr anvertrauten Jungen zwischen 7 und 16 Jahren bot sie Betreuung, Wohnung und Arbeit, vorwiegend in Landwirtschaft und Handwerk. 1929 wurde der Auftrag um die Betreuung von Menschen mit Behinderung erweitert.

### Nationalsozialismus
1937 wurden 25 Mädchen und 168 Jungen zwangsweise in staatliche Anstalten verlegt. Mindestens 26 der Kinder fielen den T4-Mordaktionen der Nationalsozialisten zum Opfer. In den Kriegsjahren konnten weitere Verlegungen von Bewohnern weitestgehend verhindert werden, unter anderem dank des schützenden Eingreifens des damaligen Bischofs von Münster, Clemens August Graf von Galen. Ab 1943 wurden zahlreiche Kinder umquartiert oder von ihren Eltern nach Haus geholt. Bis zum Kriegsende diente Haus Hall als Entbindungsheim und Kriegslazarett, ab 1945 zeitweise als Flüchtlingsunterkunft.

## Arbeitsfelder und Einrichtungen
Zur Stiftung Haus Hall gehören heute 45 Einrichtungen, in denen rund 3.000 Menschen betreut werden. Die Arbeitsfelder der Stiftung sind:
- Altenhilfe
- Förderschule
- Frühförderung
- Hilfe für Menschen mit Behinderungen
- Hospizarbeit
- Kindertagesstätten
- Werkstätten für behinderte Menschen

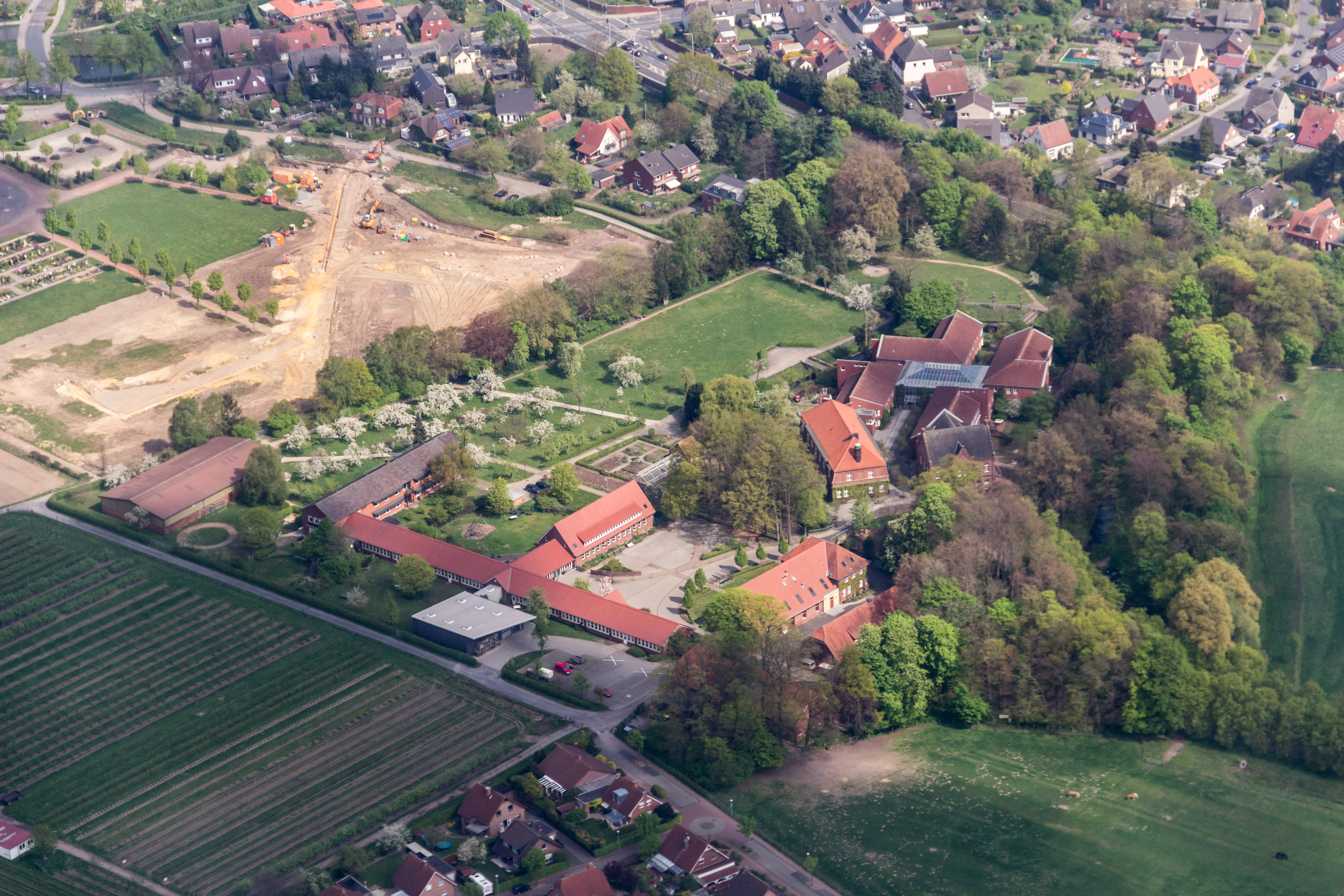
Marienburg in Coesfeld

In den verschiedenen Wohnangeboten für erwachsene Menschen mit Behinderung stehen 574 Betreuungsplätze zur Verfügung. 342 Menschen leben in ambulant betreuten Wohnformen. 295 Betreuungsplätze umfasst das Angebot der Stationären Altenpflege. 50 Wohnplätze bietet Haus Hall für Kinder und Jugendliche. Am Standort Gescher betreibt die Stiftung Haus Hall eine Förderschule, an den Standorten Gescher und Coesfeld jeweils integrative Familienzentren.
Der Hauptsitz der Werkstätten Haus Hall GmbH befindet sich auf dem Stiftungsgelände in Gescher. Es gibt Zweigniederlassungen in Ahaus, Coesfeld, Stadtlohn und Velen. Zu den Werkstätten gehört außerdem der Integrationsbetrieb unicoe in Coesfeld. Am Coesfelder Standort Marienburg verfügen die Werkstätten über eine hauseigene Plantage. Mit den Erträgen produzieren sie Bio-Produkte wie Säfte und Marmeladen, die nach den Richtlinien des Naturland e. V. zertifiziert sind. Insgesamt sind 1.138 Menschen in den Werkstätten Haus Hall beschäftigt.
Seit 2005 betreibt die Stiftung Haus Hall Einrichtungen der Altenhilfe. 2005 übernahm sie den Guten Hirten in Bocholt. Weitere Häuser im Stiftungsverbund sind das Altenwohnhaus St. Josef in Legden und das Haus St. Walburga in Velen-Ramsdorf. Senioren mit Behinderung werden im Haus am Schwanenteich auf dem Stiftungsgelände in Gescher betreut.

## Leitbild
Ihr Selbstverständnis fasst die Stiftung Haus Hall in einem Leitbild zusammen. Eine erste Version erschien 2001. Im Jahr 2017 wurde das Leitbild vollständig überarbeitet.

## Förderverein Haus Hall e. V.
Der Förderverein Haus Hall e. V. wurde 1980 von Eltern und Angehörigen gegründet und hat derzeit rund 300 Mitglieder. Wenn ausgewählte Vorhaben mit öffentlichen Mitteln nicht umgesetzt werden können, unterstützt er die Stiftung finanziell. Dafür setzt er Mitgliedsbeiträge und Spenden ein.